# Hans Sprenger
Hans Sprenger (* 12. Oktober 1948 in Berlin) ist ein ehemaliger deutscher Fußballspieler.

## Karriere
Nach Stationen beim SV Krün und FC Garmisch-Partenkirchen wechselte Hans Sprenger 1970 in die Berliner Stadtliga zu Tennis Borussia Berlin. Nach zwei vierten Plätzen mit TeBe, schloss sich Sprenger 1972 dem Vorjahresmeister Wacker 04 Berlin an, mit dem er in der Saison 1972/73 als Tabellenletzter der Aufstiegsrunde zur Bundesliga knapp am Aufstieg in die Eliteklasse scheiterte. 1973 kehrte Sprenger zu Tennis Borussia Berlin zurück. In der ersten Saison nach seiner Rückkehr spielte Sprenger in der Regionalliga. Es war das letzte Jahr des fünfgleisigen Systems, Sprenger und seine Mannschaftskollegen beendeten dieses Spieljahr mit dem Meistertitel. In der ganzen Saison wurden nur drei Punkte abgegeben. In der folgenden Aufstiegsrunde setzte sich TeBe gegen den FC Augsburg, Rot-Weiß Oberhausen, Borussia Neunkirchen und den FC St. Pauli durch. Neben Sprenger gehörten zum Aufstiegsteam – Hubert Birkenmeier, Stephan Hoffmann, Norbert Siegmann, Jürgen Rumor, Joachim Thiel, Jürgen Schulz, Reinhard Adler, Gerd Schwidrowski, Gino Ferrin, Karlheinz Subklewe, Norbert Stolzenburg, Peter Eggert, Wolfgang Mulak und Dieter Schollbach. Die Saison 1974/75, Sprenger spielte 32-mal und erzielte zwei Tore, in der Bundesliga, gestaltete sich nicht positiv. Zum Saisonende wurde Platz 17 belegt, es fehlten neun Punkte auf einen Nicht-Abstiegsplatz, den der SV Werder Bremen belegte. Somit ging es für Sprenger, in die im Vorjahr neugeschaffene 2. Bundesliga. Unter Trainer Helmuth Johannsen, gelang der sofortige Wiederaufstieg, als Meister der Nordstaffel, der Saison 1975/76, vor Borussia Dortmund. In der Bundesliga belegte TeBe erneut Platz 17 und stieg zusammen mit dem Karlsruher SC und Rot-Weiss Essen ab. Sprenger blieb bis 1979 bei TeBe und spielte weiterhin in der 2. Liga.